# Альтернативний хіп-хоп
Альтернативний хіп-хоп (також знаний як альтернативний реп) — піджанр хіп-хопу, що охоплює широкий спектр стилів, які зазвичай не вважаються мейнстримом. AllMusic визначає його наступним чином: «Альтернативний реп виконують хіп-хоп-виконавці, які відмовляються відповідати будь-яким традиційним стереотипам репу, як-от гангста-репу, хардкор-хіп-хопу, поп-репу. Натомість групи розмивають жанри, однаково спираючись на фанк і попрок, а також джаз, соул, регі і навіть фолк-музику».
Альтернативний хіп-хоп виник наприкінці 1980-х і здобув популярність в основному в період з початку до середини 1990-х. У той час як деяким групам, таким як Arrested Development і The Fugees вдалося досягти комерційного успіху до розпаду, більшість альтернативних реп-виконавців, як правило, були сприйняті в основному слухачами альтернативного року, а не хіп-хоп або поп-аудиторією. Комерційному і культурному зростанню перешкоджав значно жорсткіший гангста-реп Західного узбережжя, що з'явився тоді ж. Відродження відбулося наприкінці 1990-х — початку 2000-х, на початку інформаційної ери, коли у широкої публіки відродився інтерес до незалежної музики.
Протягом 2000-х альтернативний хіп-хоп знову зайняв своє місце в мейнстримі через спад гангста-репу, а також успіху таких виконавців, як Outkast і Каньє Вест. Альтернативний хіп-хоп-рух поширився за межі США. Альтернативні хіп-хоп виконавці здобули визнання критиків, але відносно мало висвітлюються в радіо та інших засобах масової інформації.

## Зародження
Витоки альтернативного репу треба шукати в 1980-х, коли починали свою музичну діяльність гурти Beastie Boys та Run-D.M.C. Чітке формулювання цей жанр отримав наприкінці 80-х, коли на піку популярності були гурти De La Soul, A tribe Called Quest, Jungle Brothers. По праву батьківщиною альтернативного хіп-хопу вважається східне узбережжя США, хоча альтернативні реп-гурти були і на Заході — достатньо згадати Del Tha Funkee Homosapien, The Pharcyde, Freestyle Fellowship, Digital Underground. З представників південних штатів можна назвати Arrested Development і Goodie Mob.

## Спад популярності
В 90-х роках альтернативний реп, який стрімко набрав популярності в 80-х, різко занепадає. Це було пов'язано з розквітом інших жанрів: гангста-репу, хардкор-репу та джі-фанку. На реп-сцені з'являються нові виконавці, які зі своєю вуличною лірикою і нігілістичними тенденціями в текстах витісняють виконавців альтернативного репу. Спочатку це відбулось на Західному узбережжі, де велику популярність отримали артисти лейблів Death Row та Ruthless Records — Dr. Dre, 2Pac, Snoop Dogg, Eazy-E. З середини 90-х альтернативний хіп-хоп здає свої позиції і на Східному узбережжі, де обороти набирали представники хардкор-репу: Wu-Tang Clan, The Notorious BIG, Mobb Deep, Nas і Big Pun. Альтернативний хіп-хоп починає сходити з мейнстримної сцени і заглиблюватись в андеграунд.

## Подальша доля
На переломі 1990–00-х років спостерігається новий підйом популярності альтернативного хіп-хопу, який тепер змішує у своїх треках представників інших жанрів. Найбільш популярними виконавцями, які практикували змішування альтернативи з іншими жанрами, стали The Fugees, MF Doom, Black Star, Atmosphere, Haiku D'etat, Pharoahe Monch, Buck 65. До середини 2000-х років альтернативний хіп-хоп знов ввірвався в мейнстрим; це пояснюється великим успіхом робіт Каньє Веста і гуртів Gorillaz та OutKast. Наразі серед виконавців альтернативного хіп-хопу виділяється Tyler, The Creator, який у січні 2020 року отримав премію Греммі за найкращий реп-альбом 2019 року. Найбільш відомим прикладом альтернативного хіп-хопу на цей час є Twenty One Pilots, знані завдяки альбому Blurryface.